# Ivanka Polanc
Ivanka Polanc, slovenska kmetica, radijska voditeljica, pesnica in pevka , * 10. avgust 1934, Suha/Neuhaus.

## Življenje
V Čenžetah v Spodnjem Podlogu si je zgradila dom s svojim možem. Svoja otroška leta pa je preživela v Šmarjeti pri Pliberku in na Komlju. V Šmarjeti je hodila v ljudsko šolo, kolikor so to dopuščale razmere med drugo svetovno vojno. Pouka slovenščine ni bilo, od vsakega začetka pa je že rada prepevala domače slovenske ljudske pesmi, ki se jih je naučila od svoje mame in babice, od sosedov in pozneje tudi v šoli in od prijateljev. Imela je dober spomin in si besedila z lahkoto zapomnila, okoli leta 1950 pa začela tudi zapisovati v posebnih zvezkih. Zakoncema Ivanki in Tevžeju se je rodilo sedem otrok, a sta doživela hud življenjski udarec ob smrtni nesreči sina. Od tedaj je začela pisati lastne pesmi. Skoraj 50 let je prepevala v suškem cerkvenem zboru in pomagala pri čiščenju cerkve. Sodelovala je na literarnih branjih in raznih prireditvah, največ v domačem kulturnem društvu Drava v Žvabeku, svoje pesmi pa je sproti objavljala v ranih listih. Mnogim pesmim je dodala melodijo, tako da je leta 1985 lahko izšla njena prva pesniška zbirka Dobro jutro, sonce v Mohorjevi založbi, ilustriral pa jo je Valentin Podgornik. Je zbirka pesmic za otroke in mladino, ki jih je napisala in zapela kot gospodinja in kmetica gorske kmetije v Ivniku. Vsebuje pesmi o naravi, o živalih, otroške in šolarske, o času, ljubezni- bolezni, nekaj pesmi v narečju in nekaj domovinskih. Nekatere pesmi iz zbirke so na Koroškem prav priljubljene, medtem pa se ji je spet nabralo zajeto število novih. Predvsem mladi bralci lahko najdejo Ivankine pesmi tudi v Mladem rodu.